# Ctesifonte (orador)

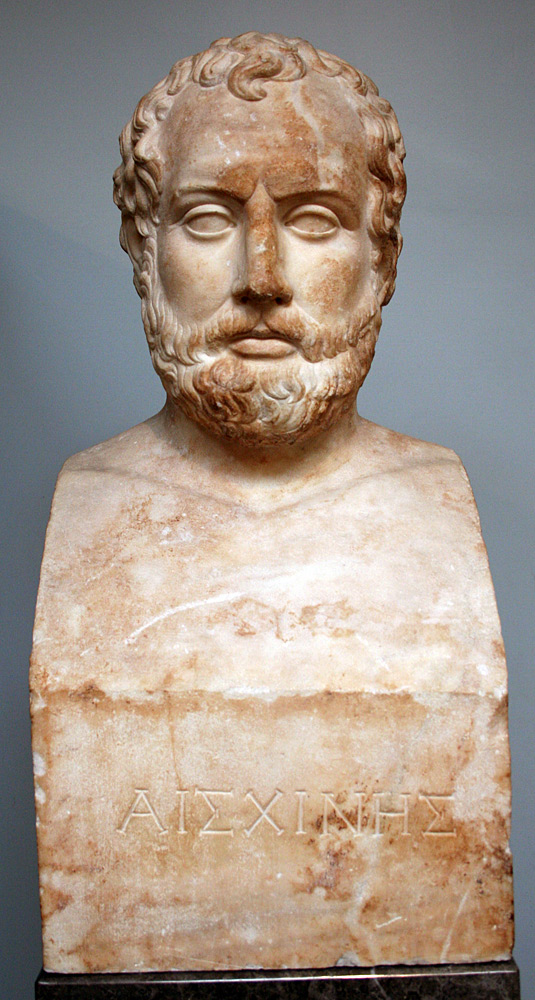
Es una imagen de años atrás la cual nos muestra que tiene una historia

Ctesifonte fue un orador de la Antigua Grecia que vivió en el siglo IV a. C. En el año 336 a. C. propuso la concesión de una corona de oro para Demóstenes, por los servicios prestados a Atenas. Ante ello, Esquines, rival de Demóstenes, hizo procesar a Ctesifonte en el año 330 a. C. por irregularidades legales de su propuesta y lo atacó en un discurso llamado Contra Ctesifonte. Demóstenes se defendió a sí mismo y a Ctesifonte en el posterior discurso Sobre la Corona, en el que derrotó a Esquines.